# Mariska Veres

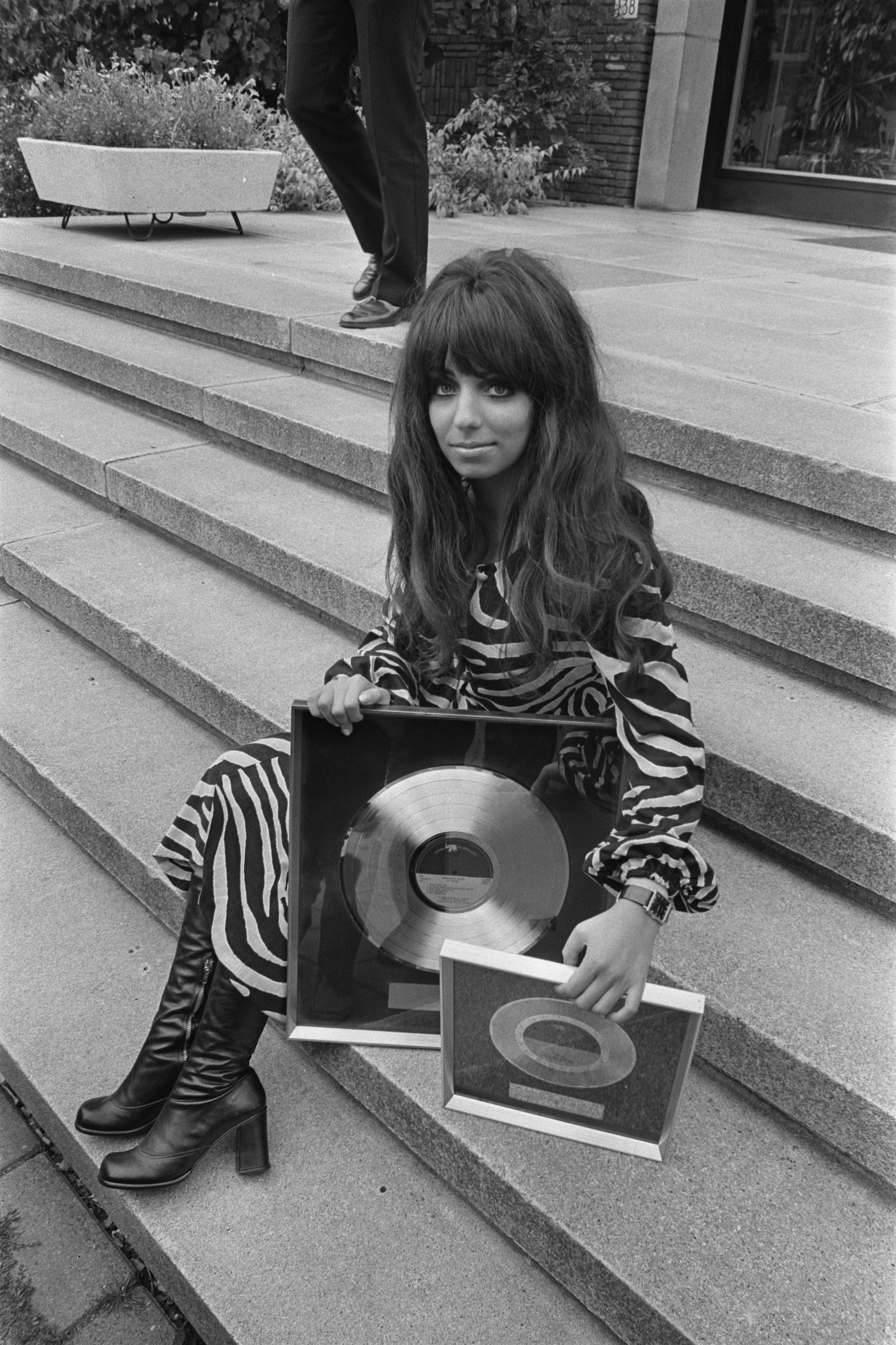
Mariska Veres (1970)

Mariska Veres (pronúnciaⓘ), nome artístico de Maria Elisabeth Ender (Haia, 1 de outubro de 1947 — 2 de dezembro de 2006) foi uma cantora holandesa que ficou mais conhecida como a vocalista da banda de rock Shocking Blue.
Foi um sex symbol da década de 1970, graças à sua voz sensual e performances excêntricas aliadas a um visual onde seus olhos azuis eram realçados por marcantes contornos delineados, maçãs do rosto salientes e grande cabeleira negra que, na realidade, era uma peruca; como ela mesma se definiu: "Eu era apenas uma boneca pintada, ninguém jamais poderia me alcançar".

## Biografia
Nascida em Haia, filha do violinista cigano húngaro Lajos Veres, a quem costumava acompanhar ao piano. Seu pai tinha uma banda cigana, com quem desde pequena Mariska se apresentava; fã de Cliff Richard, tinha seu quarto decorado com fotos do cantor, cujos sucessos interpretava; quando ele fez uma apresentação para a qual a ela comprara o ingresso, acabou por não ir pois, como declarou:  "Eu tinha ingressos, mas não conseguia suportar a ideia de deixá-lo ir depois daquela noite".
Ela gravou alguns singles solo e fez parte de uma banda chamada Bumble Bees. Ainda na adolescência integrou a banda "The Fortunes quando,  numa apresentação da cidade de Loosdrecht durante um show dos Golden Earring, acabou descoberta pelo empresário Cees van Leeuwen, que a apresentou ao irmão Robby. Robby havia formado o Shocking Blue em 1967 junto ao baterista Cor van der Beek, o baixista Klaasje van der Wal e tinha como vocalista Fred de Wilde; depois da apresentação em que Mariska impressionara com sua voz poderosa, Cees convencera seu irmão a substituir o vocalista, como declarou depois: "Ela tinha uma voz muito impressionante, bem diferente de todas as outras cantoras. Ela era um pouco como Grace Slick, do Jefferson Airplane. Depois que ela entrou, tudo aconteceu muito rapidamente. O primeiro single que fizemos foi 'Venus', em 1969. Em um ano tudo o que sonhávamos aconteceu. Vendeu milhões em todo o mundo e deu a outros grupos holandeses a crença em seu próprio potencial"; Mariska relembra que ele disse que ela precisava cantar melhor, mas ainda assim a contratou e que ela impusera uma condição: "'Eu não vou para o exterior', eu disse na época, ingenuamente”.
Com sua nova formação o grupo gravou dois discos (Send me a postcard darling e Long and Lonesome Road), com algum sucesso; a seguir Robbie compôs o que viria a ser o grande hit do grupo: "Venus"; a canção teve sucesso inicial na Holanda e já nem constava mais da lista dos "Top 40" no país quando foi lançada nos Estados Unidos e atingiu o primeiro lugar, em 1970. Com o refrão "I'm your Venus, I'm your fire, at your desire" a música esteve no topo europeu, e também no Japão e outros países.
O grupo se desfez em 1974, após uma apresentação na Indonésia; segundo Mariska relatou:  “Robbie voltou com icterícia e ficou seis meses sem tocar. A disciplina foi imediatamente perdida. Bebeu muito (...) Então eu sai”. 
A canção fizera a cantora ganhar bastante dinheiro, muito embora quem tenha ficado rico com ela foi justamente Robbie, que comprou uma casa em Luxemburgo, onde vivia. Foram ao todo dez álbuns lançados, com mais de quinze singles como "Never Marry a Railroad Man", "Hello Darkness", "Blossom Lady" e "Eve and the Apple"; embora tenham pensado em um retorno no final da década de 1970 e gravado um single nunca lançado ("Louise"), somente em 1984 voltaram a fazer algumas apresentações juntos.
Em 1977 Mariska trabalhou como disc jockey numa exclusiva discoteca parisiense, onde as pessoas se admiravam por ela não estar usando sua voz; junto ao companheiro André van Geldorp formou um grupo de hard rock, chamado "Veres"; com a big band Straight Life realizou várias apresentações, cantando jazz, e com o "Mariska Veres Shocking Jazzquintet" gravou um CD nesse estilo e fez apresentações em pequenos locais.
Mariska morreu em 2006, de câncer, aos 59 anos.

## Discografia

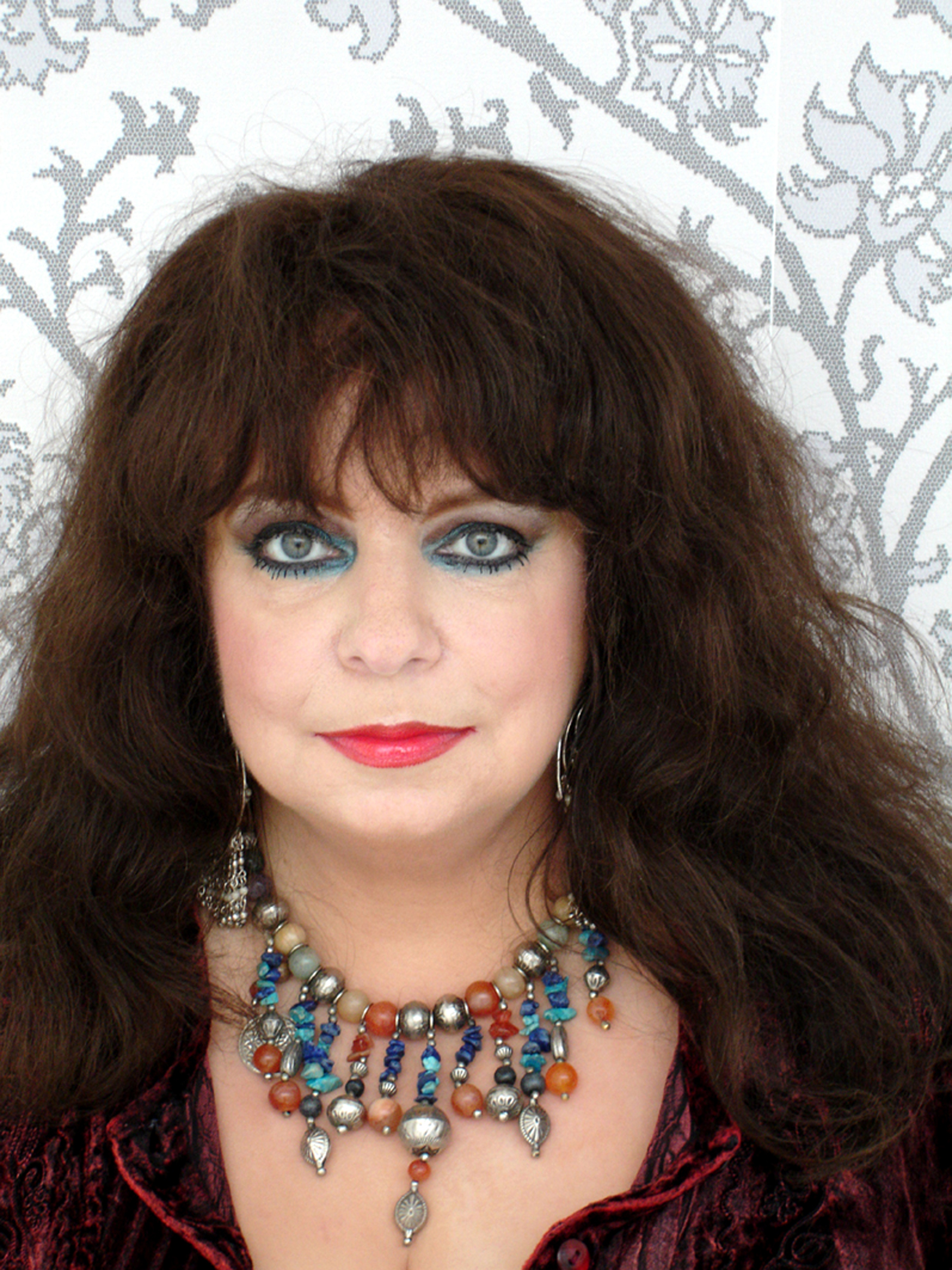
Mariska, em 2006

Estes são os trabalhos da cantora, fora do grupo que lhe deu notoriedade.

### Singles Solo
- 1975 "Take Me High/I Am Loving You" (Pink Elephant, Polydor, Decca)
- 1976 "Tell It Like It Is/Wait Till' I Get Back To You" (Pink Elephant, Polydor)
- 1976 "Loving you/You Showed Me How" (Pink Elephant)
- 1977 "Little By Little/Help The Country" (Pink Elephant)
- 1978 "Too Young/You Don't Have To Know" (Seramble)
- 1978 "Bye Bye To Romance/It's A Long Hard Road" (CNR)
- 1980 "Looking out for number one/So Sad Without You" (CNR)
- 1982 "Wake Up City/In The Name Of Love" (EMI Records)

### Álbuns
- 1993 Shocking You (Red Bullet) Um álbum por Mariska Veres Shocking Jazz Quintet
- 2003 Gipsy Heart (Red Bullet) Um álbum por Mariska Veres & Ensemble Andrei Serban